# Юлий Сатурнин
Вижте пояснителната страница за други личности с името Сатурнин.
Секст Гай Юлий Сатурнин (на латински: Julius Saturninus; Sextus Caius Julius Saturninus) e римски узурпатор през 280 г. против император Марк Аврелий Проб.
По рождение е от галски произход или мавър. Той е известен пълководец по времето на император Аврелиан.
През 279 г. император Проб го прави управител на провинция Сирия, където войниците му го провъзгласят през 280 г. за император, въпреки неговото нежелание и скоро след това го убиват.